# Lissonota tanyterebrata
Lissonota tanyterebrata là một loài tò vò trong họ Ichneumonidae.